# Sweet Dreams (Are Made of This) (Album)
Sweet Dreams (Are Made of This) ist das zweite Studioalbum des britischen Pop-Duos Eurythmics. Es war der kommerzielle Durchbruch der Band und erreichte in den USA und Deutschland Goldstatus sowie in Großbritannien Platin.

## Entstehung
Nach dem kommerziellen Misserfolg des Vorgängers In the Garden beschlossen Annie Lennox und Dave Stewart, sich in London ein einfaches Heimstudio einzurichten, das sie später The Church (deutsch: Die Kirche) nannten. Um den Jahreswechsel 1981/1982, noch während der laufenden Tournee zum Debütalbum, begannen sie dort mit den Aufnahmen. Das Duo komponierte insgesamt über 40 Titel für das Album, das zunächst Invisible Hands heißen sollte.
Im März 1982 entschieden die Band und RCA Records, von den bereits aufgenommenen Stücken das Lied This Is the House als Single zu veröffentlichen. Da es sich um eine tanzbare Nummer handelte, wurden sowohl eine normale als auch eine Maxi-Single veröffentlicht in der Hoffnung, dass die DJs das Lied in den Londoner Clubs spielen. Auf der B-Seite der Maxi befanden sich die unveröffentlichten Stücke 4/4 in Leather sowie Home Is Where the Heart Is.
Trotz des ausbleibenden Charterfolges erschien am 25. Juni 1982 mit The Walk eine weitere Single. Auf Drängen von Jack Steven, A&R-Manager bei RCA, erschien die Single in verschiedenen Versionen mit B-Seiten wie Invisible Hands, Step on the Beast, Dr. Trash und The Walk Part II. Nachdem auch diese Single nicht den erhofften kommerziellen Erfolg gebracht hatte, nahm Annie Lennox eine mehrwöchige Auszeit, während der sie gemeinsam mit Conny Plank das Album Latin Lover von Gianna Nannini produzierte. Anfang September erfolgte die Veröffentlichung der dritten Vorab-Single Love Is a Stranger, die im November 1982 Platz 54 der Single-Charts erreichte.
Ende November 1982 lieferten die Eurythmics die Masterbänder bei der Plattenfirma ab, im Gegenzug erhielten sie einen weiteren Tantiemenvorschuss. Trotz des vergleichsweise knappen Aufnahmebudgets von 15.000 GBP zeigte sich das Unternehmen mit dem Ergebnis zufrieden. Während der Fertigstellung des Albums bei RCA kam es zum Streit zwischen RCA Europa und RCA Amerika, weil diese befürchteten, dass das Plattencover, auf dem Lennox von der Hüfte an unbekleidet von hinten zu sehen ist, zu freizügig für den nordamerikanischen Markt sei. Erst nachdem A&R-Manager Jack Steven damit drohte, das Album in den USA via Geffen Records zu veröffentlichen, konnte sich die Band mit dem Cover durchsetzen. In der ersten Januarwoche 1983 erschien das Album weltweit.

## Titelliste
1. Love Is a Stranger (Lennox, Stewart) – 3:43
2. I’ve Got an Angel (Lennox, Stewart) – 2:45
3. Wrap It Up (Isaac Hayes, David Porter) – 3:33
4. I Could Give You (A Mirror) (Lennox, Stewart) – 3:51
5. The Walk (Chapman, Lennox, Stewart) – 4:40
6. Sweet Dreams (Are Made of This) (Lennox, Stewart) – 3:36
7. Jennifer (Lennox, Stewart) – 5:06
8. This Is the House (Lennox, Stewart) – 4:56
9. Somebody Told Me (Lennox, Stewart) – 3:29
10. This City Never Sleeps (Lennox, Stewart) – 6:20

Der dritte Titel des Albums Wrap It Up ist eine Coverversion eines Liedes, welches Sam & Dave 1968 erstmals als B-Seite einer Single veröffentlicht hatten.

## Rezeption
Das Album erntete unmittelbar nach Veröffentlichung sehr gute Kritiken, insbesondere die erstaunliche Stimme von Annie Lennox wurde hervorgehoben. Der NME beschrieb es als ein „makelloses Stück urbaner Romantik mit einigen morbiden Ecken“, das Sounds nannte es einen absoluten Höhepunkt, der Rolling Stone bezeichnete es als „reiches und bezauberndes Hörerlebnis“ und für den Melody Maker war das Album eines der wichtigsten des Jahres 1983. Michael Gallucci von Allmusic beschreibt den Stil als Mischung aus elektronischer Musik, New Wave und temperamentvollem R&B, kombiniert mit Lennox’ warmem Gesang. Auch er bezeichnet das Album als eines der besten, die das Genre zu bieten habe.

### Chartplatzierungen
| ChartsChartplatzierungen       | Höchstplatzierung | Wochen |
| ------------------------------ | ----------------- | ------ |
| Deutschland (GfK)              | 6 (23 Wo.)        | 23     |
| Vereinigte Staaten (Billboard) | 15 (59 Wo.)       | 59     |
| Vereinigtes Königreich (OCC)   | 3 (60 Wo.)        | 60     |

| ChartsJahrescharts (1983) | Platzierung |
| ------------------------- | ----------- |
| Deutschland (GfK)         | 34          |

### Auszeichnungen für Musikverkäufe
| Land/Region                  | Auszeichnungen für Musikverkäufe (Land/Region, Auszeichnung, Verkäufe) | Verkäufe  |
| ---------------------------- | ---------------------------------------------------------------------- | --------- |
| Deutschland (BVMI)           | Gold                                                                   | 250.000   |
| Kanada (MC)                  | 2× Platin                                                              | 200.000   |
| Neuseeland (RMNZ)            | Platin                                                                 | 20.000    |
| Vereinigte Staaten (RIAA)    | Gold                                                                   | 500.000   |
| Vereinigtes Königreich (BPI) | Platin                                                                 | 300.000   |
| Insgesamt                    | 2× Gold · 4× Platin ·                                                  | 1.270.000 |

Hauptartikel: Eurythmics/Auszeichnungen für Musikverkäufe